# 迪氏筋膜
迪氏筋膜（Denonvillier fascia，DF），位于直肠前面，贯穿于腹膜返折至尿生殖隔之间。直肠和膀胱和阴道壁之间的筋膜统称为迪氏筋膜。是直肠肿瘤向前方侵犯的天然屏障。